# Yoshihiko Matsuoka
Yoshihiko Matsuoka (Hyogo, 29 juli 1977) is een voormalig Japans voetballer.

## Carrière
Yoshihiko Matsuoka speelde tussen 1996 en 1997 voor Vissel Kobe.